# Sylviane Ainardi
Sylviane Ainardi (ur. 19 grudnia 1947 w Ugine) – francuska polityk i samorządowiec, działaczka komunistyczna, eurodeputowana w latach 1989–2004.

## Życiorys
Z zawodu nauczycielka. Zaangażowała się w działalność Francuskiej Partii Komunistycznej. Była członkinią komitetu centralnego PCF. Zasiadała w radzie regionu Midi-Pireneje oraz w radzie miejskiej Tuluzy.
W wyborach w 1989, 1994 i 1999 z ramienia komunistów uzyskała mandat posłanki do Parlamentu Europejskiego V kadencji. Należała do Konfederacyjnej Grupy Zjednoczonej Lewicy Europejskiej i Nordyckiej Zielonej Lewicy, pracowała w Komisji Polityki Regionalnej, Transportu i Turystyki i innych. W PE zasiadała do 2004.